# 中原大學
中原大學是位於臺灣桃園市中壢區的私立大學，創立於1955年，係由美籍牧師賈嘉美、基督徒張靜愚、鈕永建、郭克悌、陳維屏、瞿荊洲等人首倡，並得到中壢地方士紳吳鴻森、吳鴻麟、桃園縣長徐崇德等人之贊助支持而成立的基督教大學。初名中壢農工學院，後於1955年10月核准立案，正式設校定名為中原理工學院，其後於1980年8月1日升格大學並改為現名。
由於創校歷史悠久，不僅培育出1位中央研究院院士，而校區周邊更形成了的中原夜市（中壢區實踐路、日新路一帶）。其舊校門因外型為M型而常被學生稱為「麥當勞門」或是「麵包門」，已於2012年完成遷移。

## 歷任校長
中原理工學院時期
| 任別 | 姓名   | 任期                 | 備註             |
| ---- | ------ | -------------------- | ---------------- |
| 1    | 郭克悌 | 1954年—1956年        |                  |
| 2    | 謝明山 | 1956年—1969年        | 離任後馮之斅代理 |
| 3    | 韓偉   | 1971年—1975 年       |                  |
| 4    | 阮大年 | 1975年—1980年7月31日 |                  |

中原大學時期
| 任別 | 姓名   | 任期                      | 備註                                                                                        |
| ---- | ------ | ------------------------- | ------------------------------------------------------------------------------------------- |
| 4    | 阮大年 | 1980年8月1日—1982年       | 後擔任東海大學及國立交通大學校長                                                            |
| 5    | 尹士豪 | 1982年—1991年             | 後擔任監察委員及唐榮鐵工廠董事長                                                            |
| 6    | 張光正 | 1991年—2000年             | 後擔任實踐大學及明新科技大學校長 與中國國民黨關係頗為深厚，父親為空軍官校首任校長張靜愚中將 |
| 7    | 熊慎幹 | 2000年—2006年             | 後擔任行政院青輔會主秘及中華民國太陽能學會總幹事。離任後錢建嵩代理                          |
| 8    | 程萬里 | 2006年—2012年             | 原美國舊金山州立大學藝術創作學院代理院長。離任後張光正代理。                                |
| 9    | 張光正 | 2013年5月1日—2021年2月7日 | 二度就任。離任後轉代理校長。                                                                |
| 10   | 李英明 | 2021年4月1日—迄今         | 原國立政治大學國際事務學院院長                                                              |

## 國際認證
AACSB（國際商管學院促進協會）
中原大學商學院於2015年2月通過了世界三大商管學院評鑑單位之一的國際商管學院促進協會（AACSB）的認證，並躋身為全球前5%之優秀商學院。截至2020年10月止，全臺灣一百多所公私立大專院校中也僅有26所學校擁有此殊榮，亦證明了中原不只著重理工方面的教育，而是進一步成為均衡培育各領域全方位人才的私立大學。

## 排名
綜合排名
- 《商業周刊》與 104人力銀行合作，於 2013 年 5 月公布全台 147 所大學的就業率排名，私立綜合大學第一名。[12]
- 2014年世界大學學術成就（URAP）世界排名第 879 名。台灣排名第 15 名，私立綜合大學第一名。[13]
- 連續6年(2011~2016)榮獲上海交通大學兩岸四地大學排名私立綜合大學第一名。[14]
- 2015 美國發明專利TOP100大學榮獲獲全台第4名，私立大學第一名。[15]
- 連續五年(2014~2018)榮獲世界大學排名中心(CWUR)排名私立綜合大學大學第一名。（页面存档备份，存于）

Cheers快樂工作人雜誌排名
- 2015 邀請兩千大企業決策者就其多年選才經驗與公司用人偏好，評價各大學畢業生的就業表現。排名第 12 名。[16]
- 2015 年台灣校長互評辦學校進步第10名。[17]

2020 英國泰晤士報高等教育排名
- 全球最佳大學排行榜入列全球1000多名，領先國立宜蘭大學、國立屏東大學、國立金門大學等未上榜的地區型國立大學。[18]
- 2020年金磚五國及新興經濟體國家大學排名排名第251-300名，台灣第 20 名。[13]

進入 ESI 學門排名
進入基本科學指標（Essential Science Indicators）排名即表示該學門學術水平進入世界前 1% 。中原大學理工醫農領域進入 ESI 全球排名之學門有以下三門。（2011年）
| 學門     | 論文數全球排名 | 被引用次數全球排名 | 論文數亞洲排名 | 被引用次數亞洲排名 |
| -------- | -------------- | ------------------ | -------------- | ------------------ |
| 工程     | 338            | 389                | 113            | 104                |
| 化學     | 573            | 664                | 179            | 169                |
| 材料科學 | 544            | 617                | 190            | 192                |
| 總計     | 1,036          | 299                | 1,575          | 355                |

## 交流合作
- 與健行科技大學及中國大陸鄭州大學（國家橡塑模具工程研究中心）簽定有學術合作計劃，目前為研究夥伴關係。
- 與健行科技大學除學術研究上密切合作外，兩校間之學生亦可跨校選修對方課程、學程，雙方學分、學程互相承認，使兩校師資、設備等教學資源能夠有效整合。兩校合作成立有精密射出成形實驗室、超精密加工實驗室及光學與振動量測實驗室，皆設於健行科技大學。

## 學術單位
| 理學院 | 奈米科技碩士學位學程     | 應用數學系暨碩士班、博士班 |
| 理學院 | 物理學系暨碩士班、博士班 | 化學系暨碩士班、博士班     |
| 理學院 | 心理學系暨碩士班         | 生物科技學系暨碩士班       |
| 理學院 | 理學院學士學位學程       |                            |

| 工學院 （通過IEET工程認證） | 化學工程學系暨碩士班、博士班       | 土木工程學系暨碩士班、博士班     |
| 工學院 （通過IEET工程認證） | 機械工程學系暨碩士班、博士班       | 生物醫學工程學系暨碩士班、博士班 |
| 工學院 （通過IEET工程認證） | 環境工程學系暨碩士班               | 工學院學士學位學程               |
| 工學院 （通過IEET工程認證） | 化學工程與材料科學國際碩士學位學程 | 永續環境與能源國際碩士學位學程   |

| 商學院 （通過AACSB國際認證） | 企業管理學系暨碩士班、博士班       | 國際經營與貿易學系暨碩士班   |
| 商學院 （通過AACSB國際認證） | 會計學系所暨碩士班                 | 資訊管理學系暨碩士班         |
| 商學院 （通過AACSB國際認證） | 財務金融學系暨碩士班               | 商學院國際商學學士學位學程   |
| 商學院 （通過AACSB國際認證） | 商學博士學位學程                   | 商學學士學位學程             |
| 商學院 （通過AACSB國際認證） | 國際商學碩士學位學程               | 商學院國際商學學士學位學程   |
| 商學院 （通過AACSB國際認證） | 領導創新與博雅碩士學程             | 巨量資料商業應用碩士學位學程 |
| 商學院 （通過AACSB國際認證） | 學士後商業巨量資料管理學士學位學程 |                              |

| 法學院 | 財經法律學系暨碩士班 | 工程法律學位學程 |

| 電機資訊學院 （通過IEET工程認證） | 電機資訊學院學士班                   | 工業與系統工程學系暨碩士班、博士班 |
| 電機資訊學院 （通過IEET工程認證） | 電子工程學系暨碩士班、博士班         | 資訊工程學系暨碩士班               |
| 電機資訊學院 （通過IEET工程認證） | 電機工程學系暨碩士班、博士班         | 通訊工程碩士學位學程               |
| 電機資訊學院 （通過IEET工程認證） | 電機資訊學院人工智慧應用學士學位學程 |                                    |

| 設計學院 | 建築學系暨碩士班     | 室內設計學系暨碩士班             |
| 設計學院 | 商業設計學系暨碩士班 | 地景建築學系(原景觀學系)暨碩士班 |
| 設計學院 | 設計學士原住民專班   | 設計學博士學位學程               |
| 設計學院 | 文創設計碩士學位學程 | 設計學院社會設計碩士學位學程     |

| 人文與教育學院 | 宗教研究所                 | 教育研究所                     |
| 人文與教育學院 | 特殊教育學系暨碩士班       | 特殊教育中心                   |
| 人文與教育學院 | 應用外國語文學系暨碩士班   | 語言中心                       |
| 人文與教育學院 | 應用華語文學系暨碩士班     | 學士後數位音樂應用學士學位學程 |
| 人文與教育學院 | 人文與教育學院學士學位學程 | 通識教育中心                   |
| 人文與教育學院 | 師資培育中心               | 特殊兒童家庭支持研究中心       |

## 研究中心
| 研究中心 | 生物資源產業高值化推動中心 | 醫療器材研發認證服務中心   | 微系統工程中心           |
| 研究中心 | 環境風險管控研究中心       | 模具與成型科技研究發展中心 | 環控防災科技中心         |
| 研究中心 | 奈米科技中心               | 製造科技產學合作教育中心   | 防災救災工程中心         |
| 研究中心 | 身心障礙者科技輔具中心     | 中醫工程中心               | 能源科技中心             |
| 研究中心 | 薄膜研究發展中心           | 骨組織工程研究中心         | 環境科技研究發展中心     |
| 研究中心 | 品質研究中心               | 生物工程研究發展中心       | 商學研究中心             |
| 研究中心 | 機電設備研究中心           | 電子資訊中心               | 模具自動化資源中心       |
| 研究中心 | 系統設計與測試中心         | 奈米生物工程中心           | 非營利財務暨會計研究中心 |
| 研究中心 | 照明及色彩中心             | 創新育成中心               | 心理科學研究中心         |
| 研究中心 | 包裝科學暨藝術中心         | 應用經濟模型研究中心       | 文化資產保存研究中心     |
| 研究中心 | 特殊兒童家庭支持研究中心   |                            |                          |

## 設施

### 體育館
中原大學體育館為兩層樓建築，最多可容納3,000人，第十四季超級籃球聯賽曾於此舉辦，2021–22年賽季為T1聯盟桃園雲豹的主場。

## 國際交流院校[23]
截至2017年12月，中原大學已和全球253所大學締結成為姊妹校。
詳見中原大學姊妹校（页面存档备份，存于）

## 爭議事件

### 同性婚姻立場
因為基督宗教立場，在2016年民法972條修正案爭議期間，由校牧室發表聲明稿，公開反對婚姻平權，堅持婚姻應由一男一女組成，主張另行立法保障同志權益。同時，學校也以秘書室名義發函校內各位教職員，要求教職員對外應以校牧室發表之聲明作為對同性婚姻政策的立場，不應該另外發表與校牧室不同的意見。
然而，事後中原大學學生會另發布聲明稿，表示並非全體教職員工生皆以校方理念及立場思考該議題，並且在以中原大學名義發表聲明前，應廣納各方意見，確保其聲明代表中原大學全體，以防止外部對學校名譽產生影響。

### 反對學生參與反課綱學運事件
2015年爆發反高中課綱微調運動，許多大學生、高中生紛紛前往教育部抗議。後來，五所大學校長聯合發表聲明，其中，中原大學張光正表示，「學生當然可以表達不同意見，但必須理性，萬一到大學、公司裡養成抗議習慣，以後公司大概不敢聘用他。」，此話一出引起各界爭議。

### 教授因部分言论遭校方要求向陸生道歉
- 2020年5月11日，民進黨立委何志偉召開記者會，稱中原大學生物科技系副教授、教務處兼科學與人文教育發展中心主任招名威，因為在3月13日的課堂上提到武漢肺炎相關字句，而遭校方逼迫其于4月11日向大陸學生道歉，又因為在第一度道歉時提到「中華民國」，而再遭校方要求第二度道歉[28]。

- 2020年5月11日，教育部高等教育司科長宋雯倩回應表示，將儘快要求校方做說明。教育部長潘文忠強調自己是中華民國教育部部長，學術交流不容矮化國格。中原大學則聲明是為了保障任何國家或地區學生的受教權，針對該老師忽視教學品質並以片面資訊引發社會對立及誤解之事，中原大學保留法律追訴權，並提供招名威教學時的影片和逐字稿[29][30]。

- 2020年5月11日，招名威教學影片片段，以及中原大学公开的影片文字稿公布，許多侮辱和挑釁大陸學生的言語以及種族、地域歧視的言論都被公開。招名威在课堂上谈到三聚氰胺时：“毒奶粉，在座的可能吃的很少，可能透过摄影机的另外一些同学他们可能吃的比较多一点，对岸，你知道吗？就是在讲你们。”在提到疫情时：“你很喜欢吃什么蝙蝠、老鼠啦”“所以你觉得武漢肺炎只死一万多人？”“广东是病毒发源地，你知道吗？”还不乏种族歧视言论：“中南美洲那些人，他們都是皮膚沒那麼深，會留鬍子，矮矮的那種人，看起来我们好像比他们高阶一点，因为他们收垃圾。”“那你可能就會問我一個問題，黑人喝酒會臉紅嗎？黑人曬黑，黑人會曬傷，有看過嗎？”“黑人講話就是嗆你罵你，我們就是黃種人對不對，他們就覺得我們比他低等，我不知道為什麼就是低人一等，他們就比我們還嗆，X的”“然后有个南美洲人叫我不要乱丢，是个阿嬷肥肥的那种……”“我们都被人家歧视，我们一开始觉得好歹我们只比白种人低阶一点，每个人都这样想，当白种人跟我们讲话的时候，你一定会毕恭毕敬，相信我，你一定会。”[31][32][33][34]

- 2020年5月11日，隨著教學內容公布，輿論瞬間反轉，民進黨籍桃園市議員王浩宇痛批招名威故意挑釁陸生，是教授帶頭集體霸凌。[35]民进党籍台北市議員王世坚炮轰招名威，歧视陆生，丢台湾人的脸。[36]中原大學知名校友亞洲統神張嘉航怒斥招名威挑釁在先又沒勇氣承認，應該滾出中原大學。[37]國民黨革實院院長羅智強直指可恥的不只招名威，還有何志偉。[38]新黨發言人王炳忠批招名威，課堂上霸凌陸生，還拿中華民國當遮羞布。[39]

- 2020年5月11日，檢舉招名威的大陸學生盖孝慷，来自江苏，在中原大学化工二乙班就读，为全班唯一的大陆学生，他對媒體表示，他舉報的明明是招名威的各種歧視言論，但招名威第一次道歉時卻故意強調「中華民國」企圖扭轉為統獨意識問題，且口吻非常戏谑，在座的台湾学生还有人在哄笑，讓他無法接受，感觉其行为是在“碰瓷”，學校可能是因此才要求招名威再次道歉。[40][41][42][43]

- 2020年5月11日，陆续有中原大学台湾学生在社交平台对大陆学生盖孝慷进行人肉搜索和预谋进行人身攻击等行为。[44]

### 教授在外開設生醫公司且逼博士生掛名董事長
- 2020年5月14日，聯合報報導，指招名威3年前找自己指導的碩、博士生在外開設肽研生醫股份有限公司，還要求莊姓女博士生掛名董事長，最近又因積欠廣告費10萬元新台幣，遭廣告公司提告對簿公堂，不但要出錢認購股份，還要承擔公司營運壓力，因不堪負荷，才向父母吐露實情。中原大學證實接獲學生和家長的投訴，已成立調查小組了解事件經過，強調會全力保護學生。招名威則反駁，該公司是透過學校的育成中心新育成計畫衍生出來的企業，符合科技部法規。[45]

### 隱匿學生確診消息
- 2022年4月14日，聯合新聞網 （页面存档备份，存于）報導，學生於 Dcard 論壇中發布貼文 「[www.dcard.tw/f/cycu/p/238596717 中原疫情日記]」指出學校未如實公布確診人數等相關資訊，不料校方宿舍委員群組卻要求發文者刪文，表示內部訊息外流已造成困擾。校方說，本校自3月31日晚間起已停止實體授課改線上教學至4月17日止，此次學生染疫並無班級接觸人，且已隔離，因此依教育部防疫規定原停課日程不受影響。校方提到，本校一切依防疫規定辦理，關於確診者疫調等相關資訊均由地方政府或中央疫情指揮中心統一對外發布，因學校並非法定衛生單位，依法正式訊息必須由地方政府及衛生單位經確認及查證後，統一對外發布，並無刻意隱瞞確診資訊。
- 2022年4月14日，中原大學於學校網站上公布後續課程的上課辦法 本校修課人數80人(含)以上課程，自4月18日起實施線上教學，其餘課程恢復實體上課
- 2022年4月15日，中原大學學生會 CYSA於臉書貼文中寫下，

```
 本會以為，以全人教育為教育宗旨之中原大學，校方將遵循全人教育中「互愛互敬」之精神，尊重學生意見，惟本校防疫應變小組於4/14（四）逕行公告有關4/18（一）起校內課程之防疫措施，而未事先通知學生代表參與相關會議討論，其行為顯與上開精神牴觸更與大學法第33條賦予學生會學生代表出席有關學生學業、生活會議之權利有違。本會對校方之行為，表達嚴正抗議及譴責，並在此呼籲校方，應於4/15（五）重新召開全校防疫會議，以利本會傳達本校校內師生之意見。
```

## 校友
中原大學的校友遍布各界，請參閱分類，或學校相關網頁。

## 四中五校聯誼賽

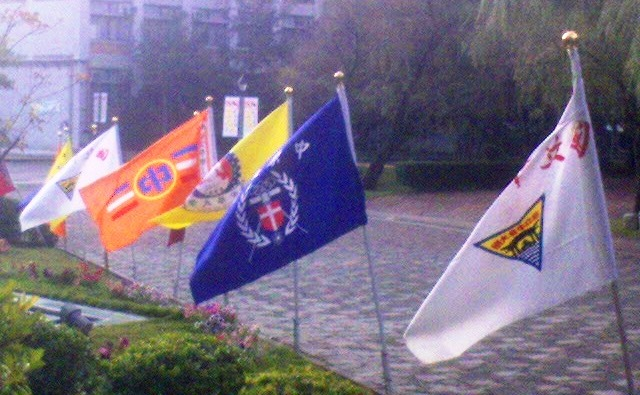
四中五校聯誼賽校旗飛揚

四中五校聯誼賽開始於1978年，由中原大學、中正理工學院（今國防大學理工學院）、國立中央大學、中央警察大學，依次輪流主辦方式進行，稱為四中賽。1994年起中華大學加入活動，故稱為四中五校聯誼賽。聯誼賽分為教職員組與學生組，有籃球、游泳、網球等運動比賽；亦有演講、橋藝、書法、辯論等藝文競賽，參賽總人數一千餘人，已成為五所學校一年一度的校際盛事。

## 中原大学校园风景

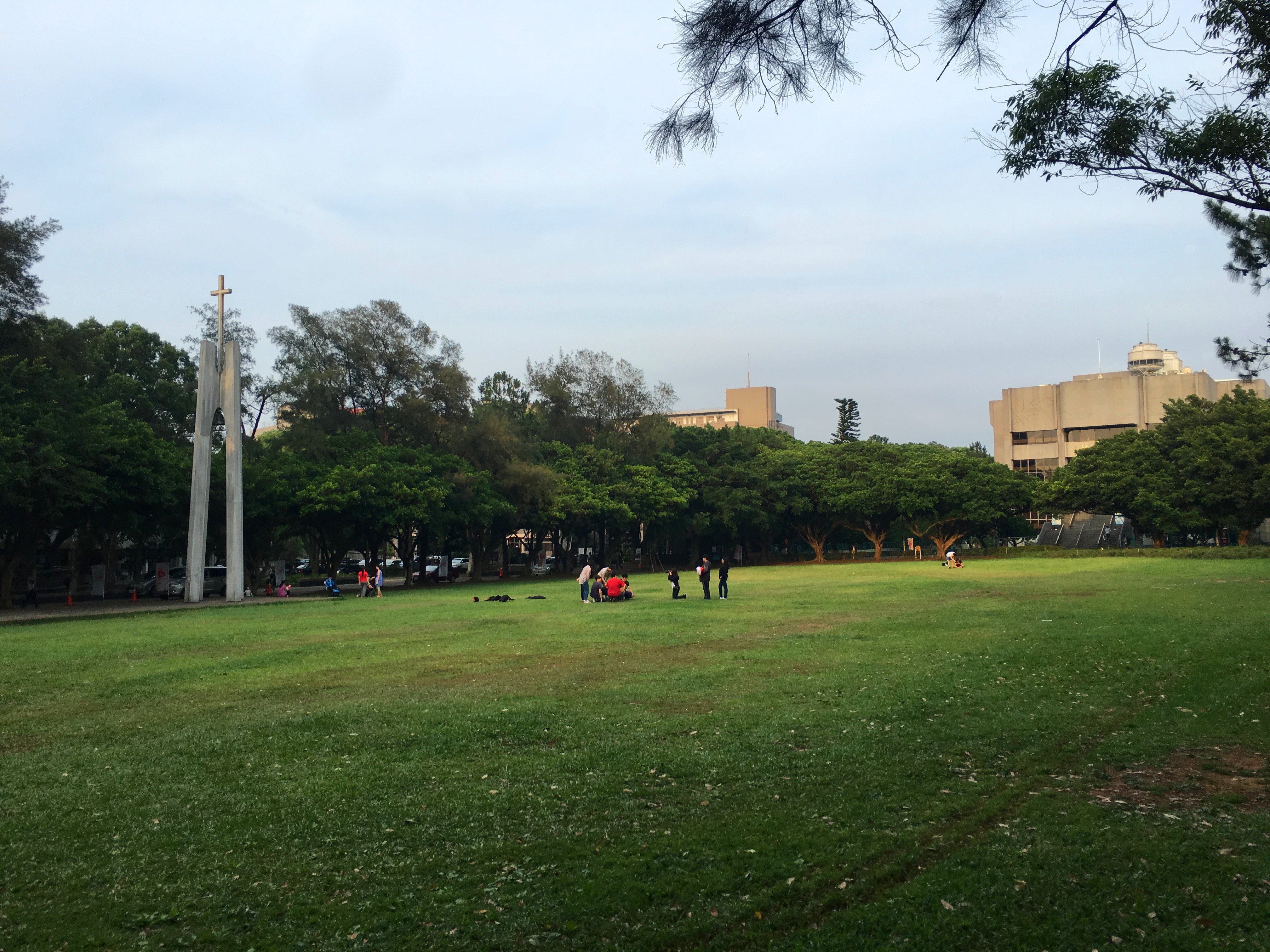
中原大学大草皮
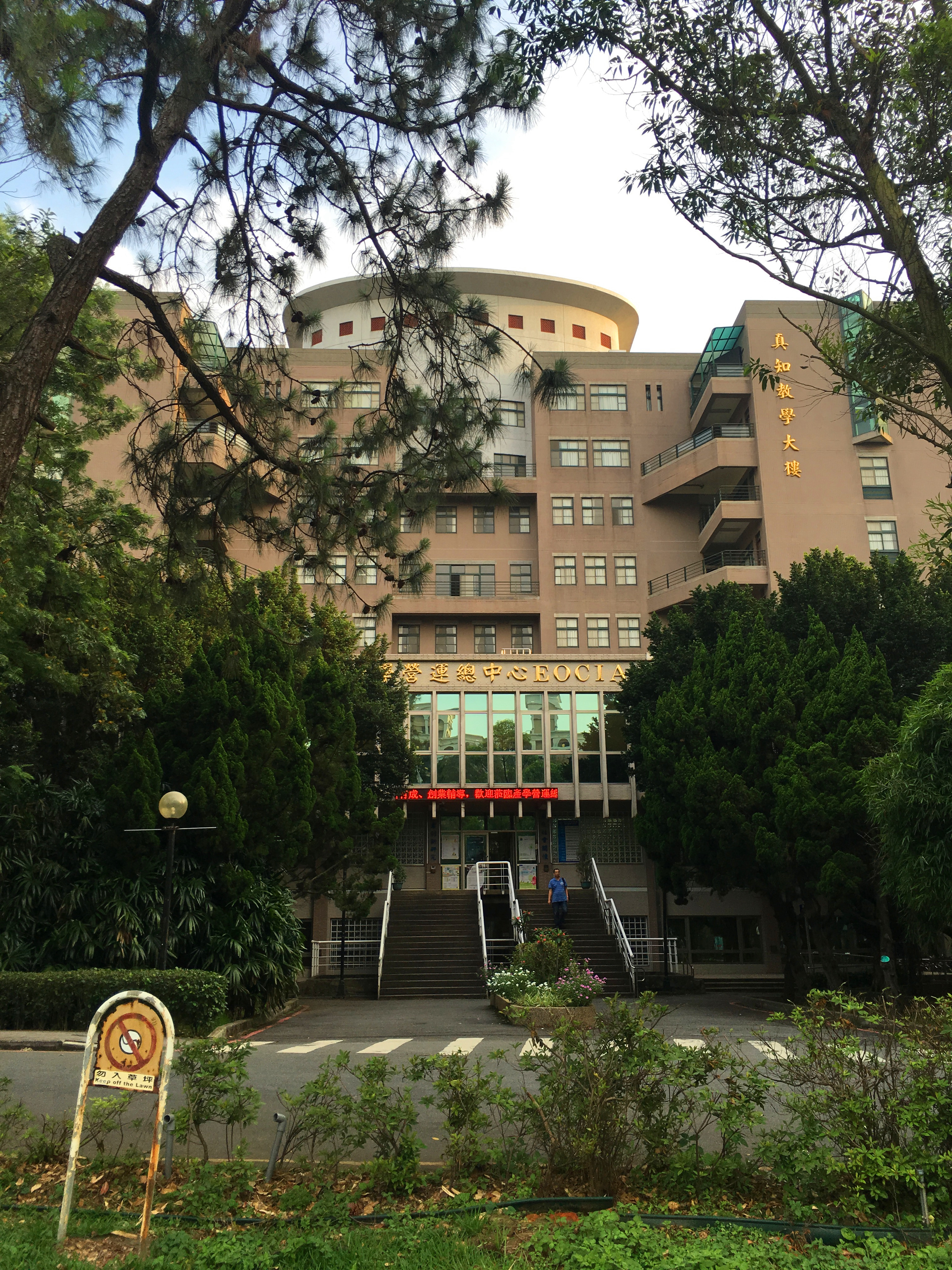
真知教学大楼
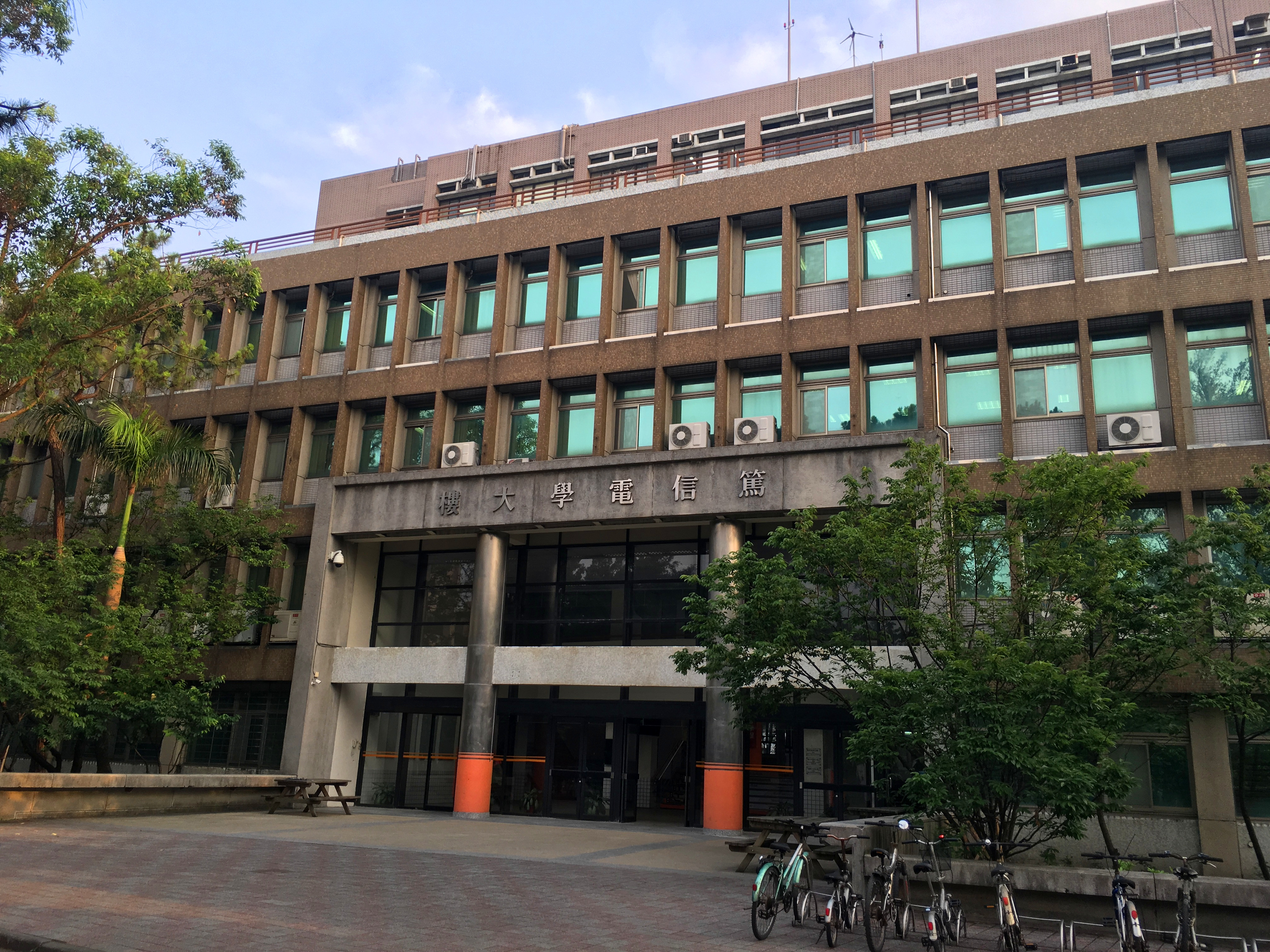
中原大学电机资讯学院
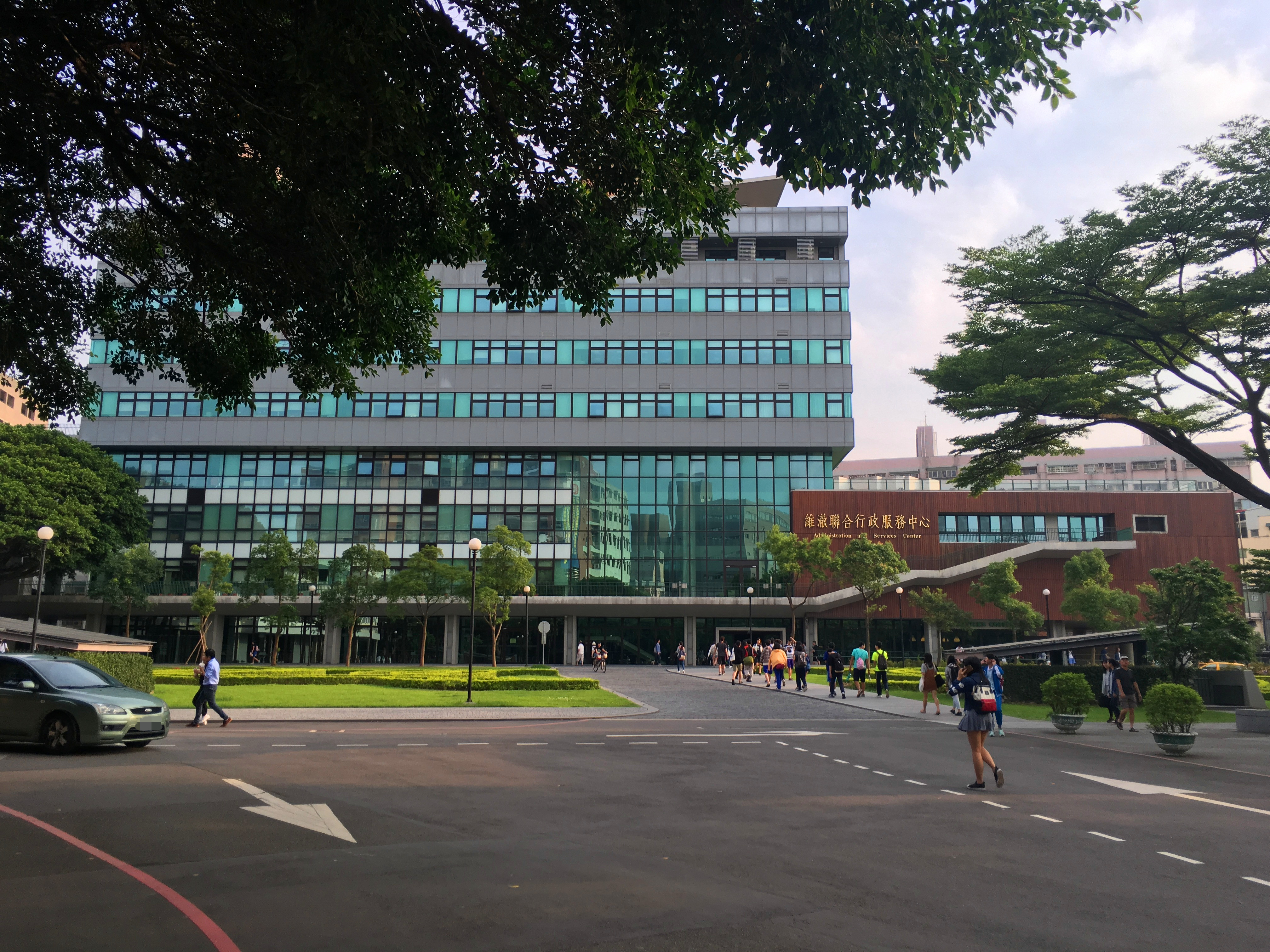
中原大学维澈楼
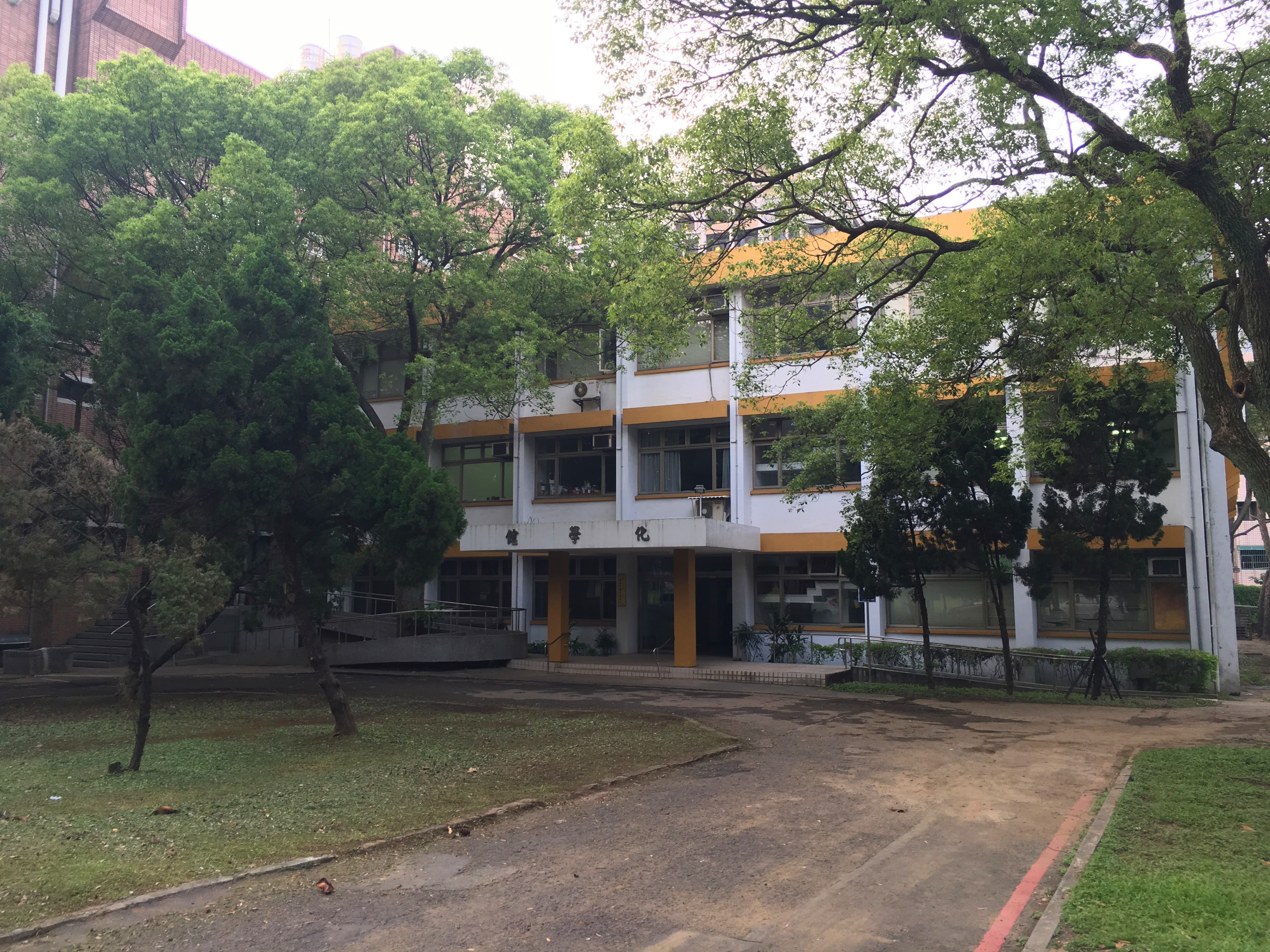
中原大学化学馆
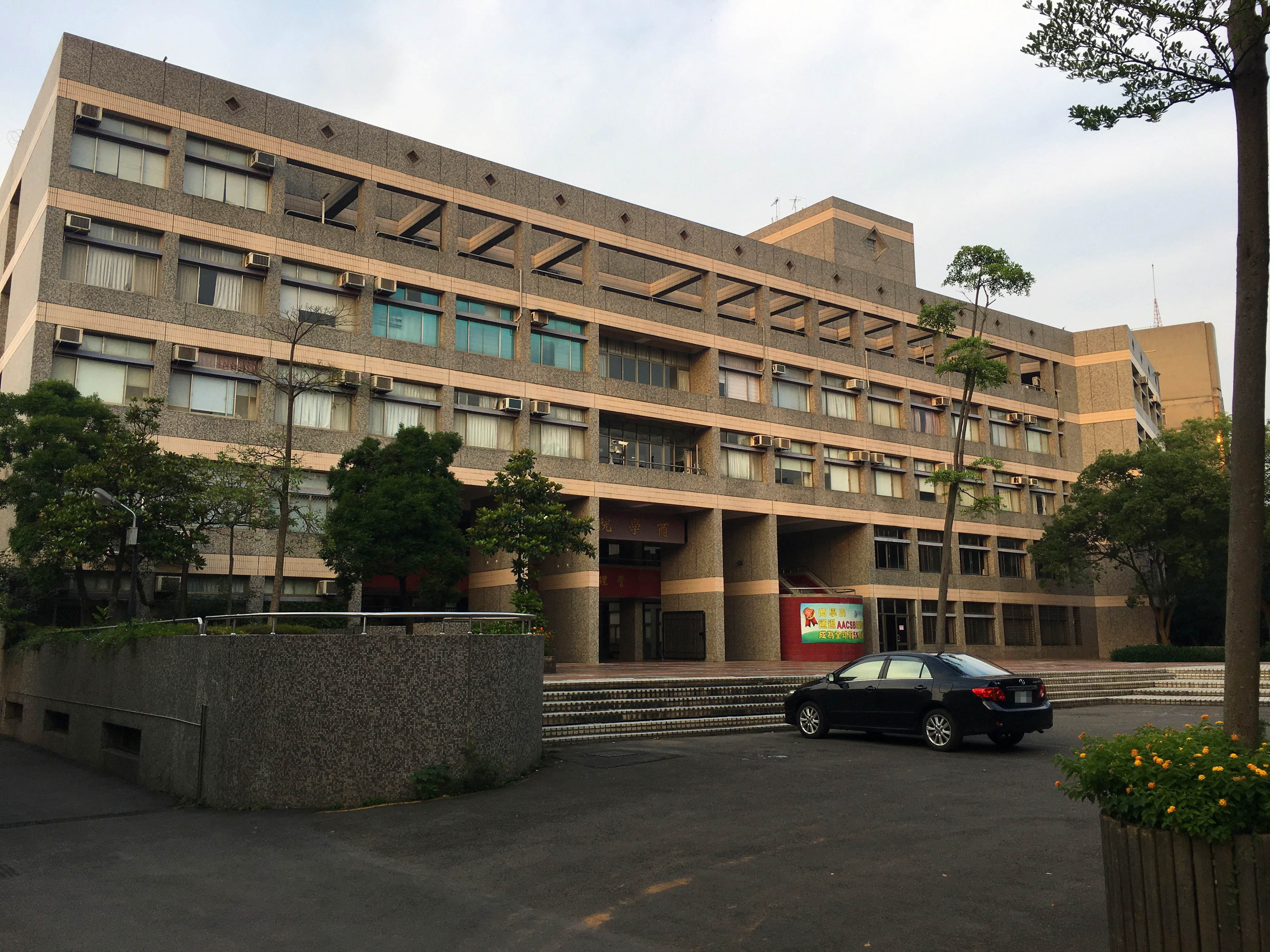
中原大学商学院
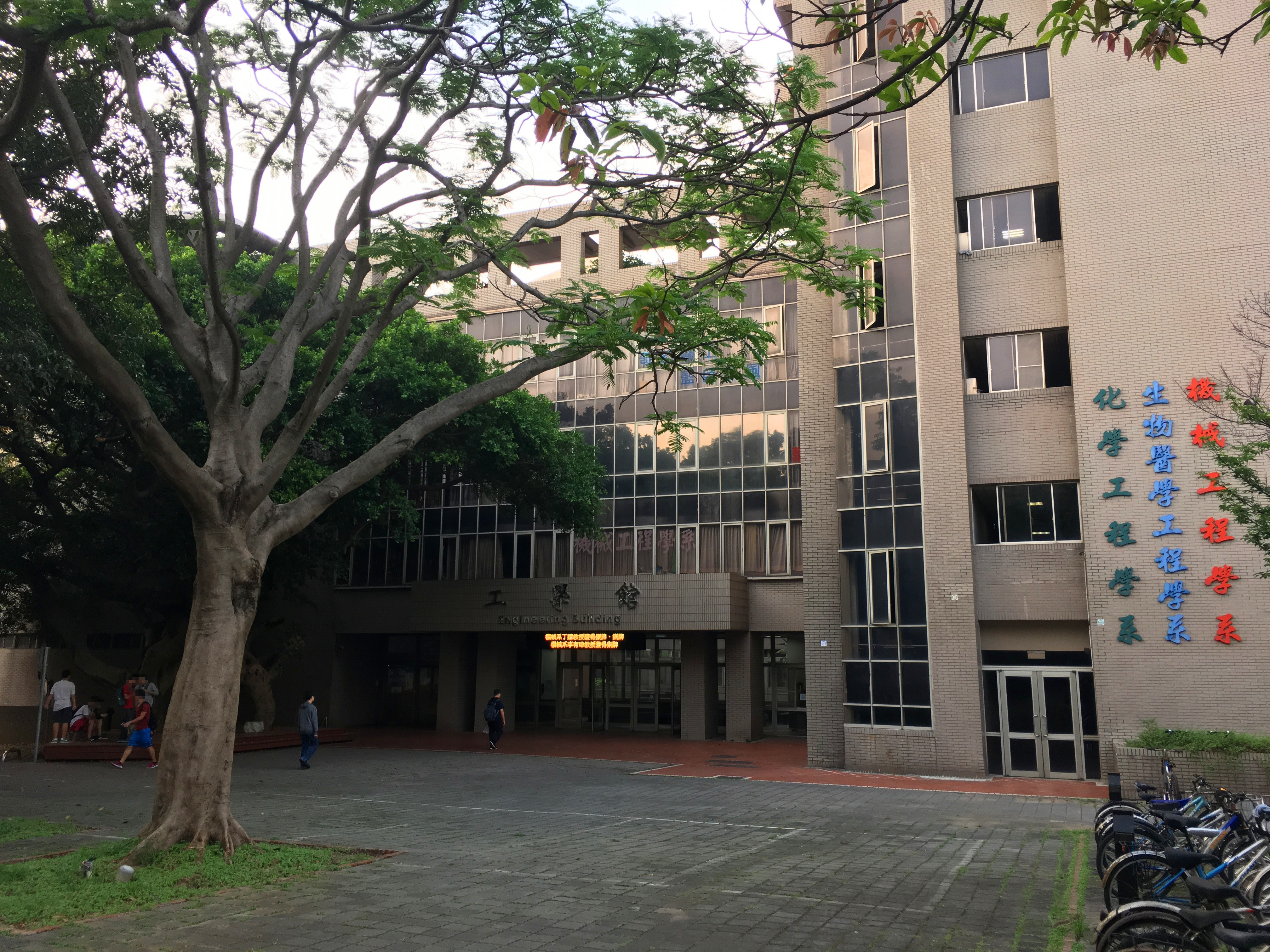
中原大学工学院
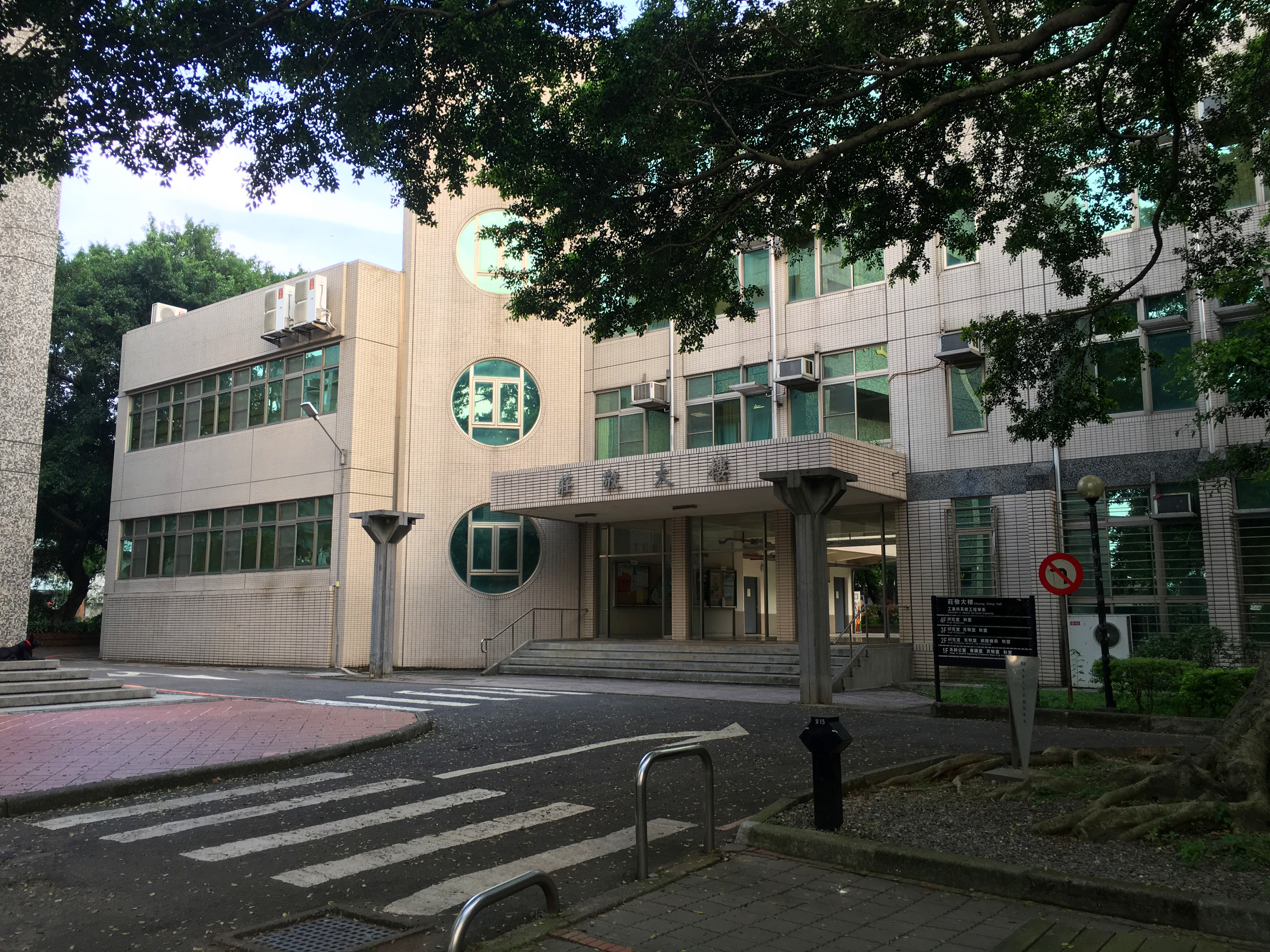
中原大学庄敬大楼
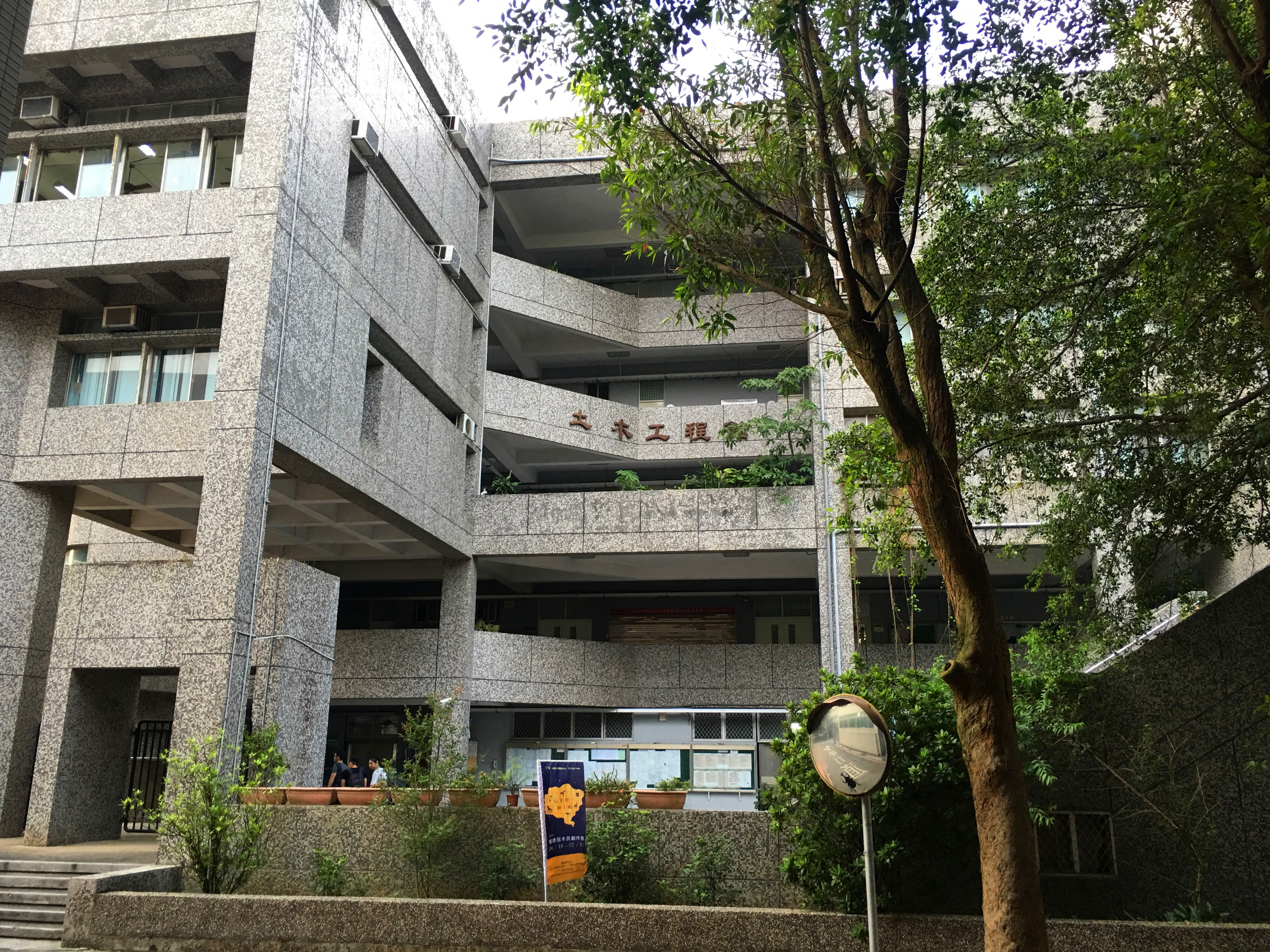
中原大学土木工程馆
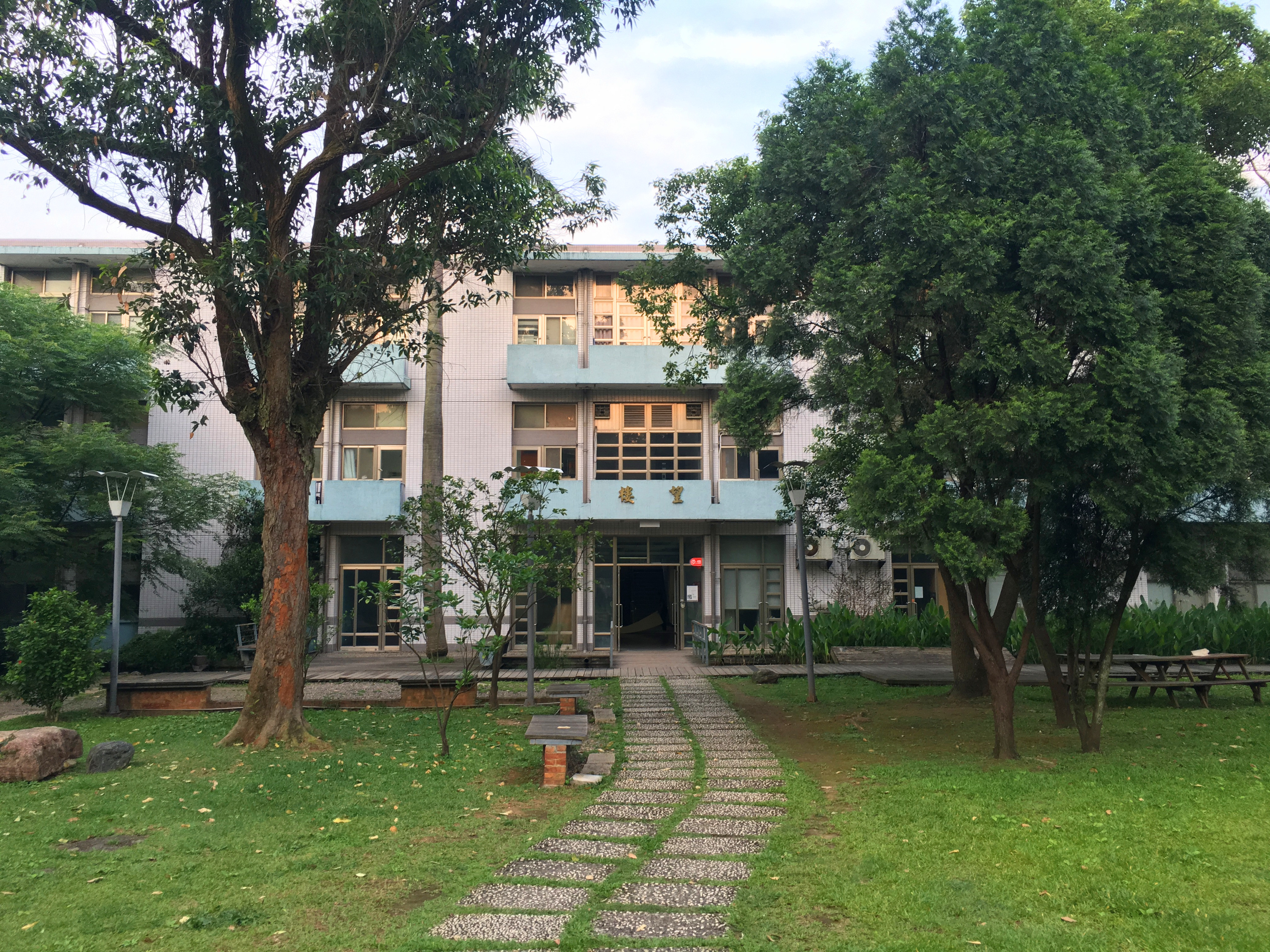
中原大学望楼
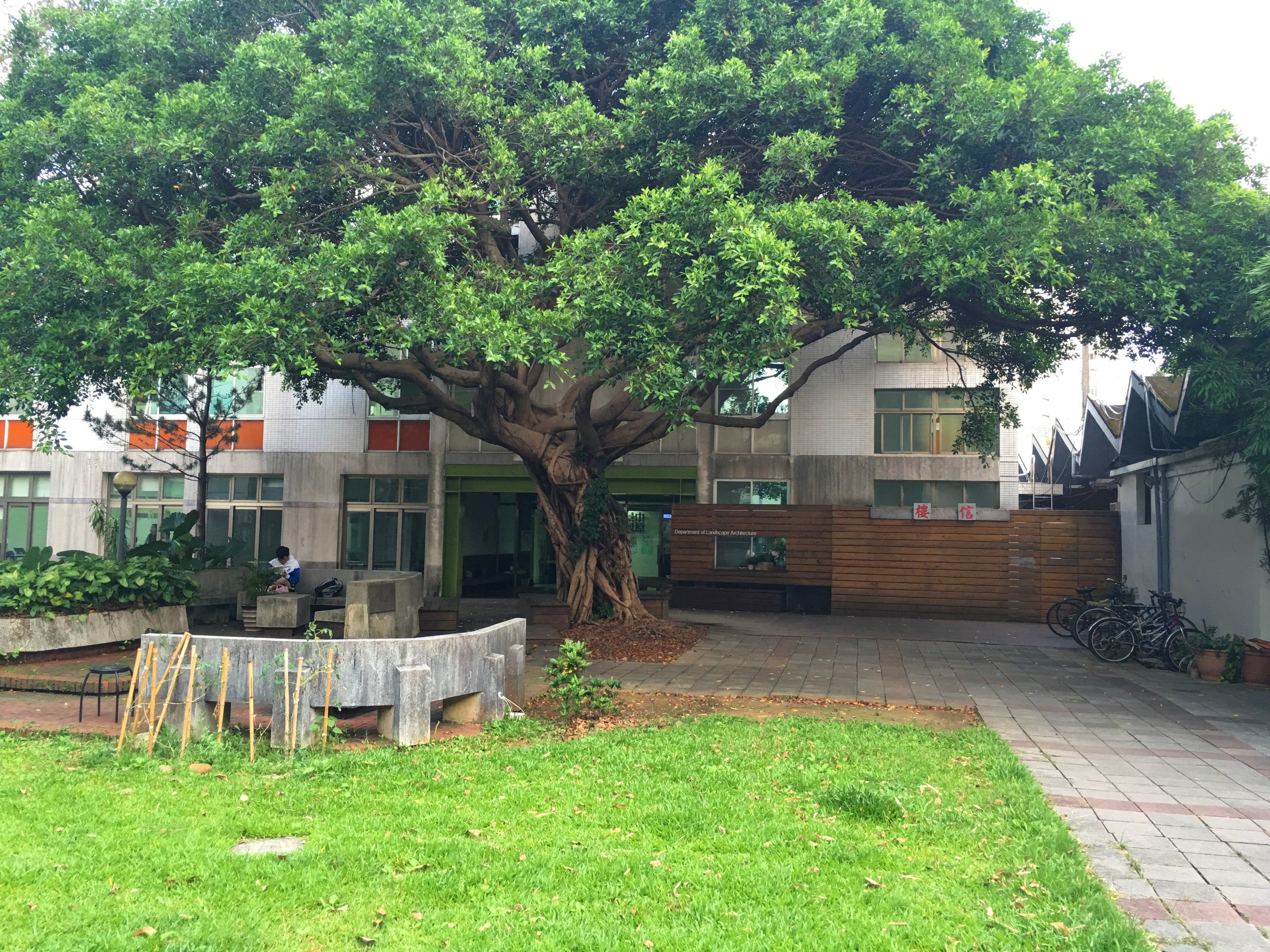
中原大学地景建築(原景观)学系
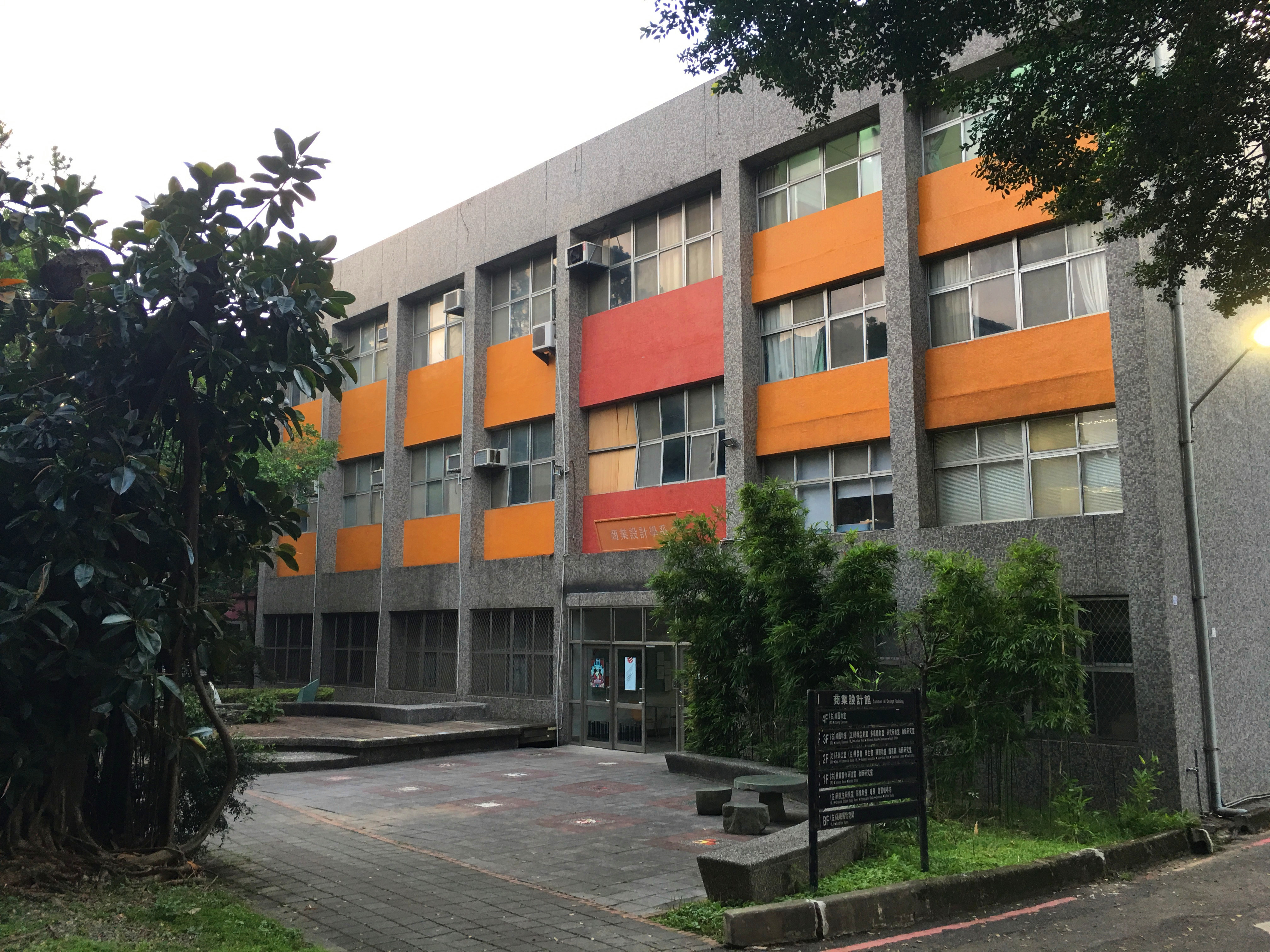
中原大学商业设计学系
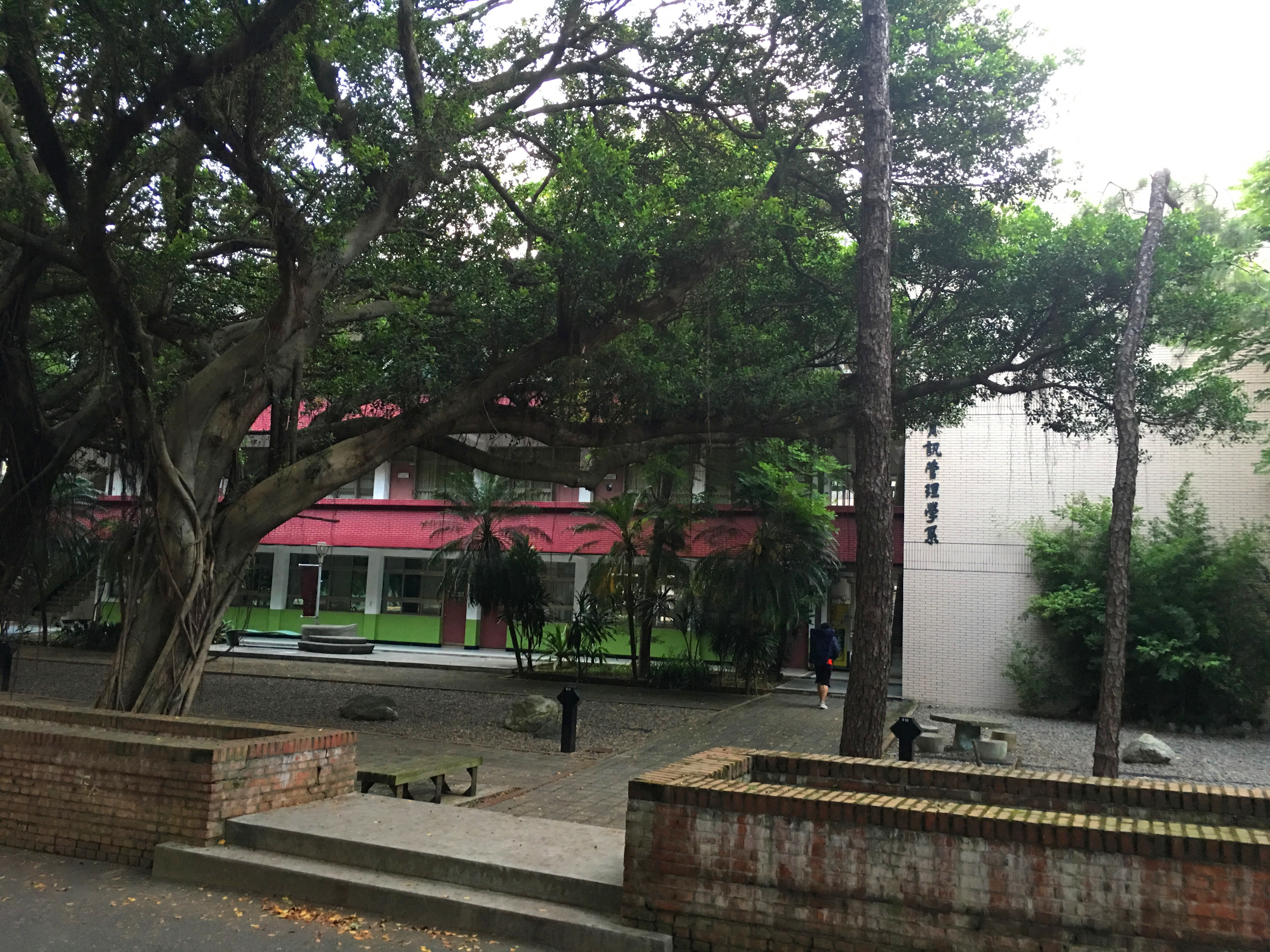
中原大学资讯管理学系
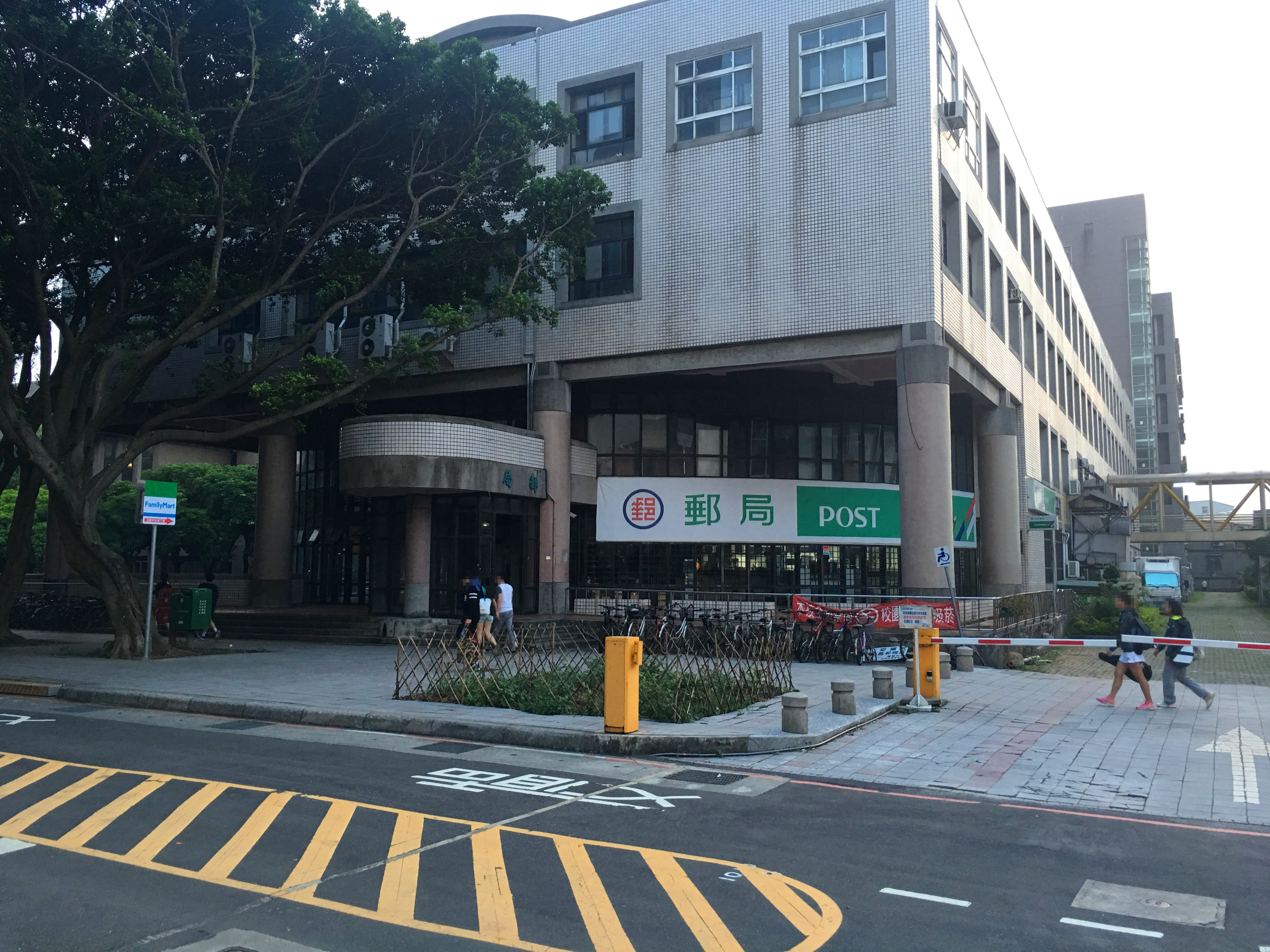
中原大学邮局
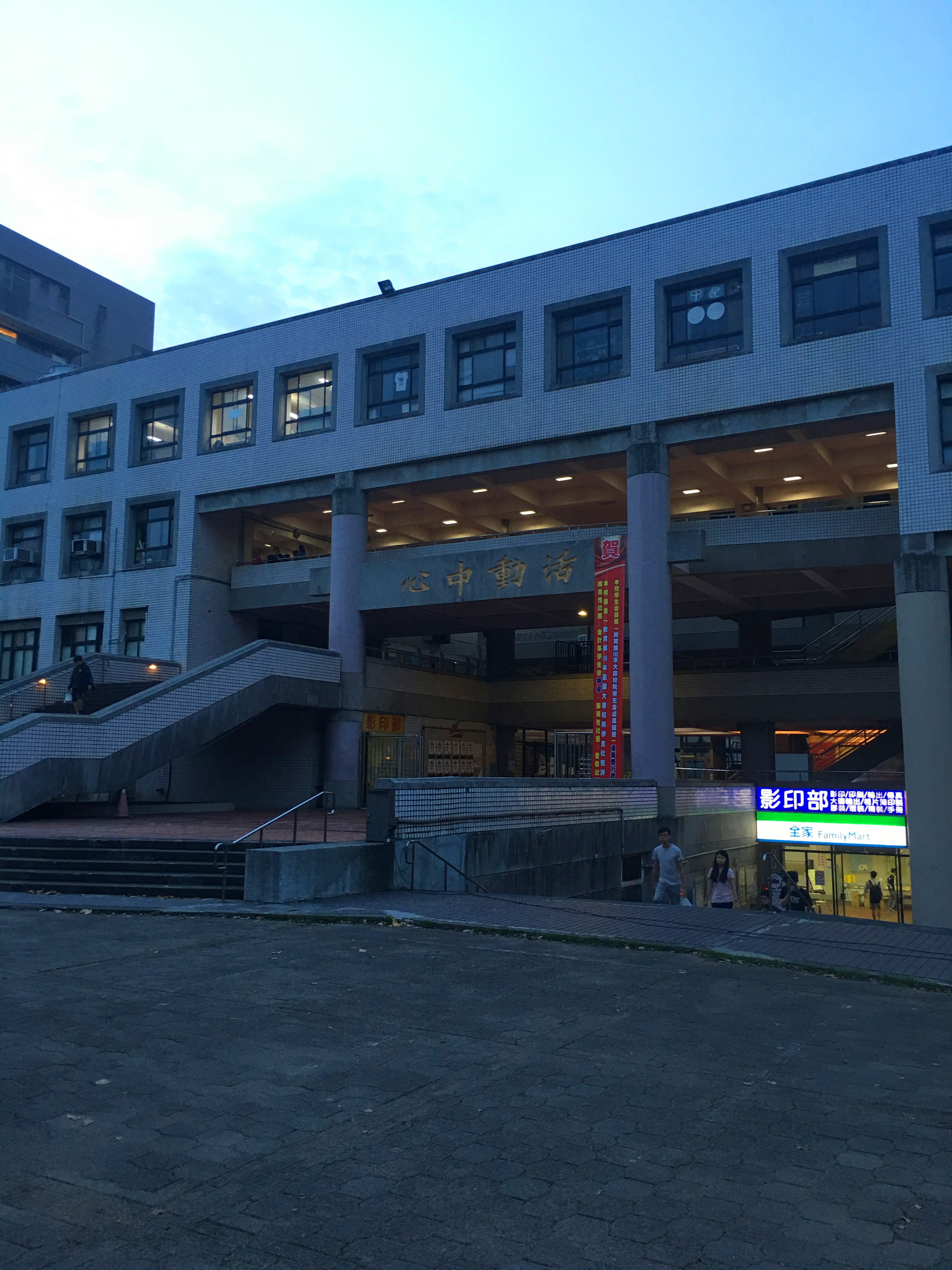
中原大学活动中心
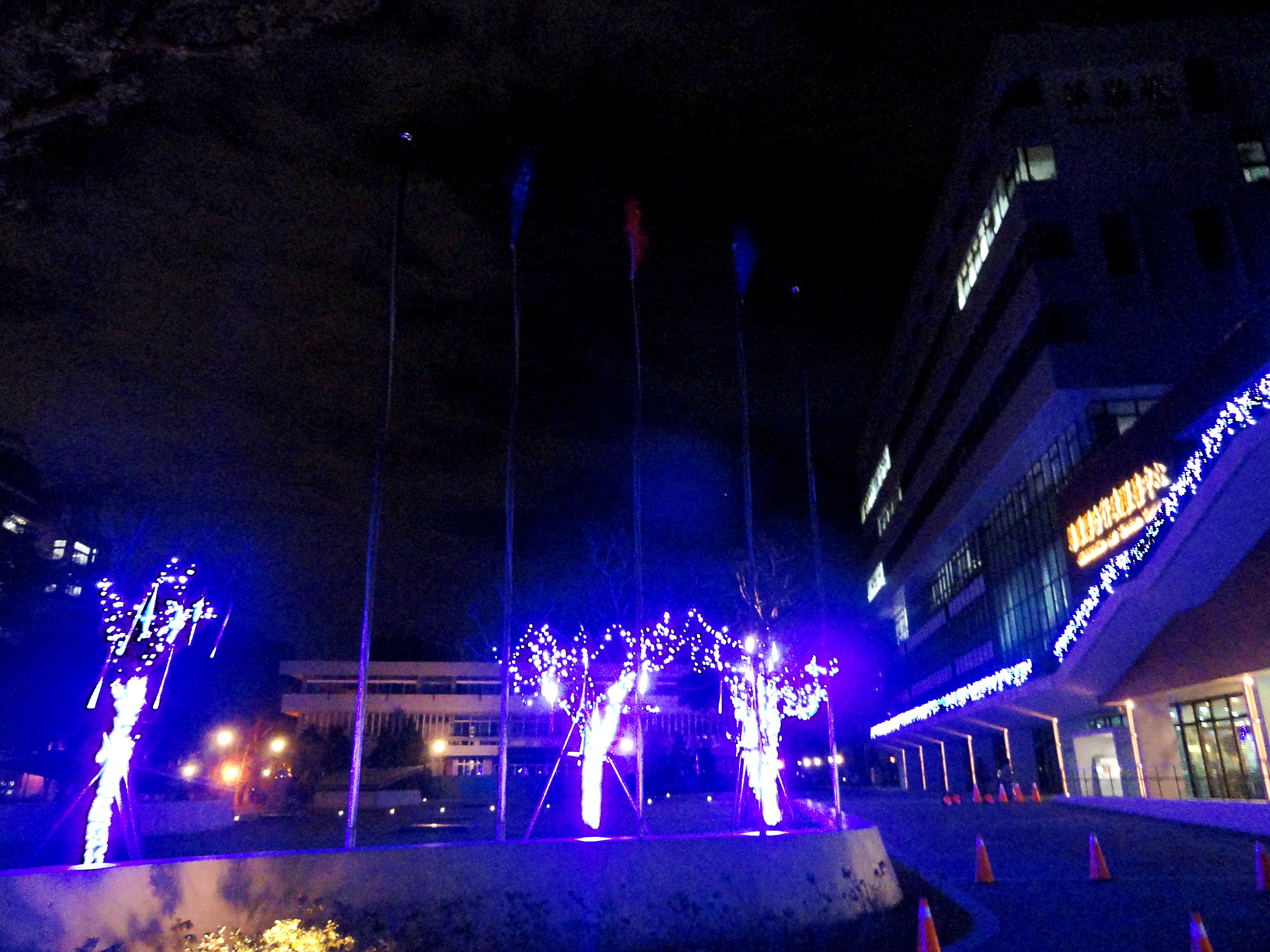
中原大学校园的圣诞点灯场景
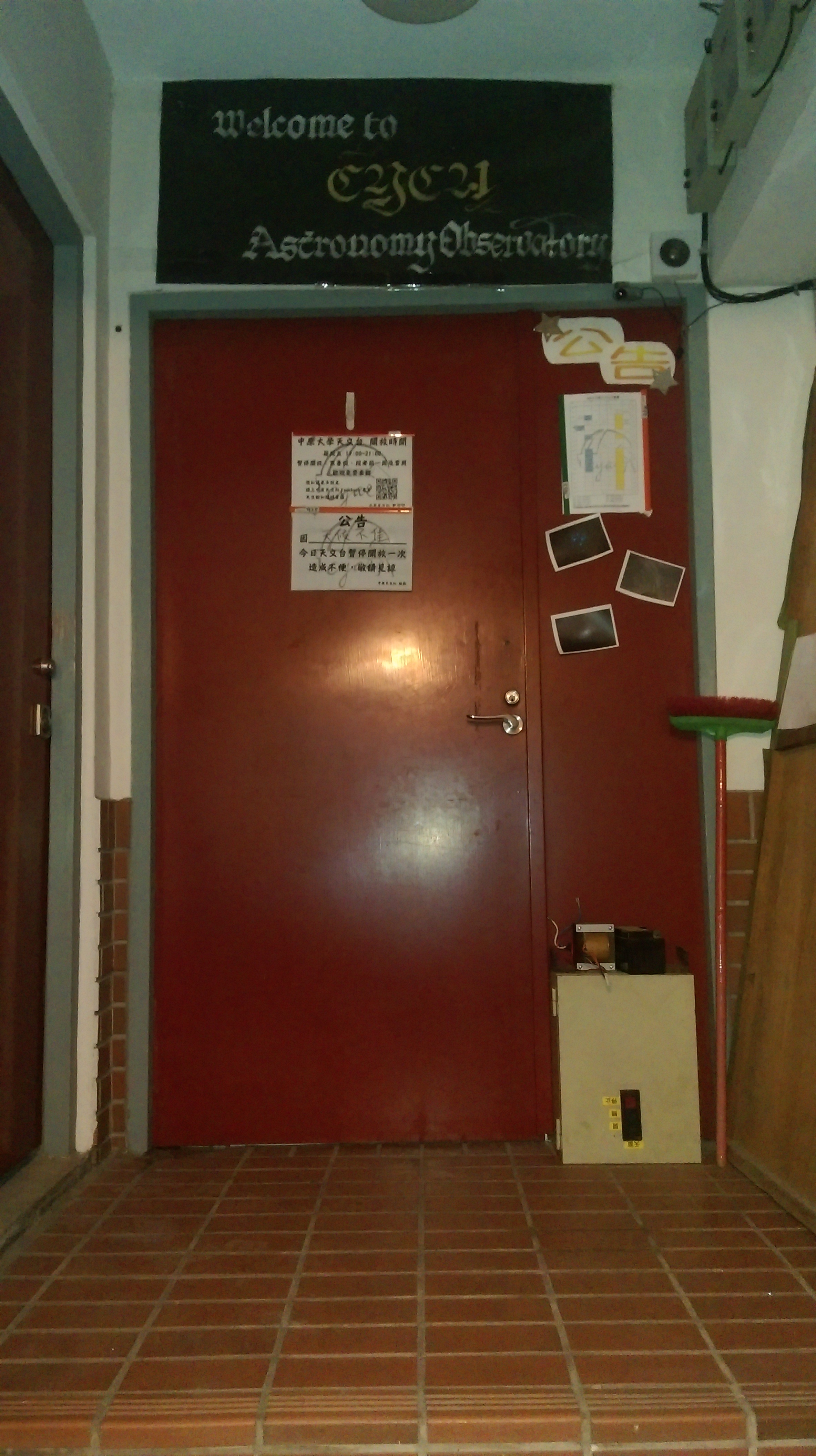
中原大学天文台入口
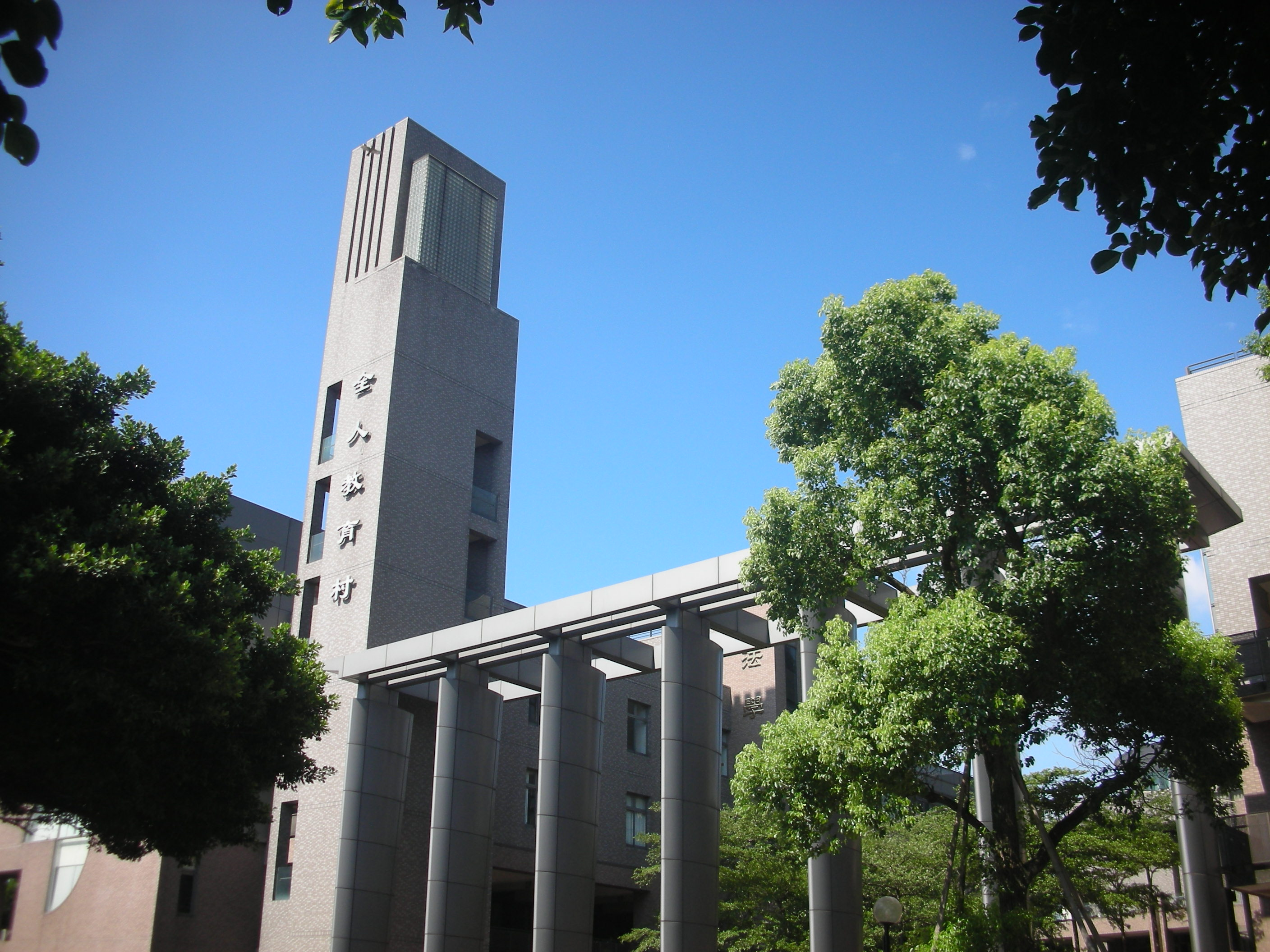
中原大學 全人教育村
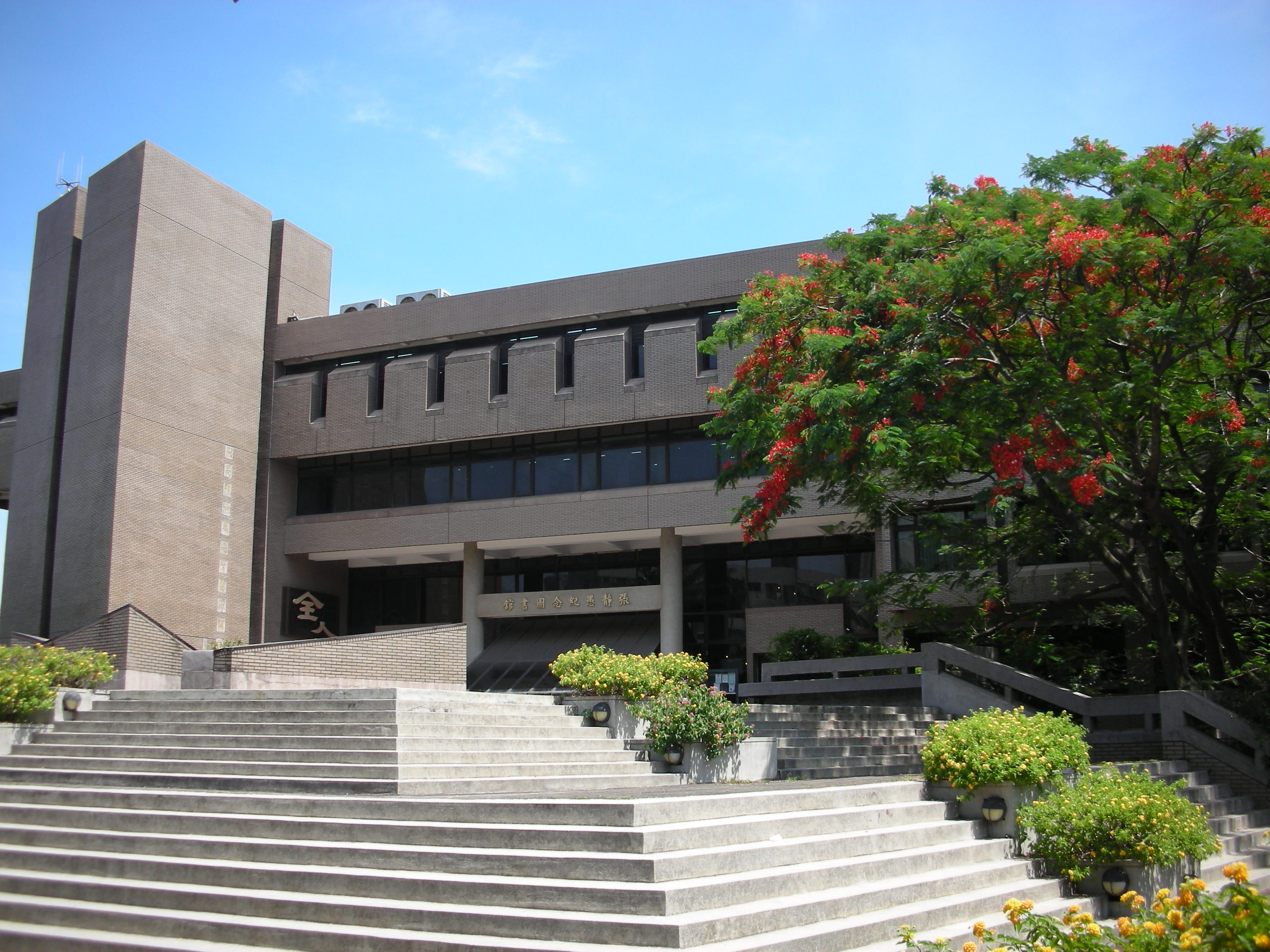
中原大學張靜愚紀念圖書館
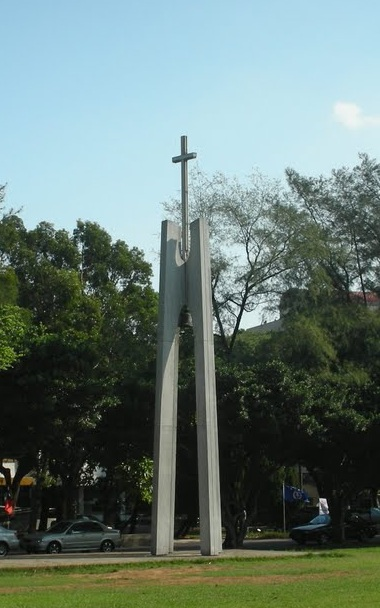
中原大學 鐘塔
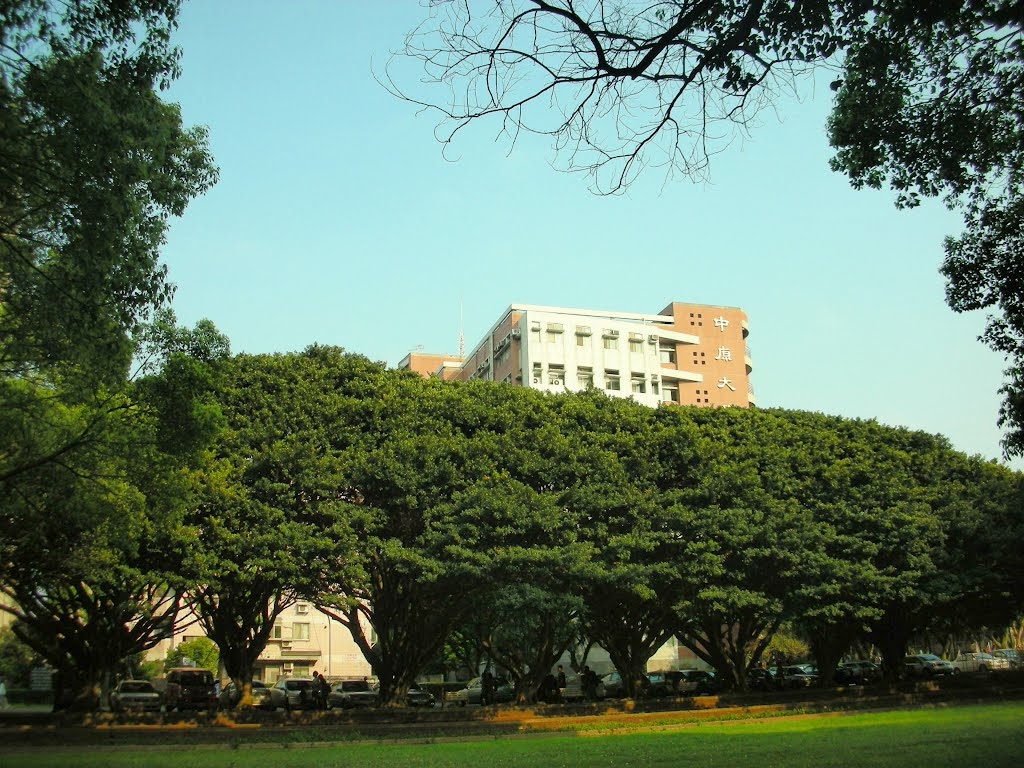
中原大學校園

## 歷年日間部師生比及新生註冊率
- 110學年度日間部學生人數15,623，專任老師人數499，日間部師生比31.31（學生數／老師數）。

- 112學年度新生註冊率97.58%。
- 113學年度在學學生數16,510，專任老師人數518，新生註冊率97.4%。

## 外部連結
- 中原大學（页面存档备份，存于）（繁體中文）
- 認識中原（页面存档备份，存于）（繁體中文）